# Sauerstoffdefizit
Ein Sauerstoffdefizit kommt durch den langsameren Anstieg der Sauerstoffaufnahme gegenüber der Leistungszunahme bei körperlicher Arbeit zustande. Der Sauerstoffbedarf wird dabei zunächst durch Rückgriff auf körpereigene Sauerstoffreserven in der Alveolarluft sowie im Hämoglobin und Myoglobin abgedeckt, die weitere Gewinnung von Energie in Form von ATP findet v. a. über Milchsäuregärung mit Laktatbildung (siehe Anaerobie#Anaerobe Atmung) und die Hydrolyse von Kreatinphosphat statt.
Das Ausmaß des Sauerstoffdefizits ist abhängig von der erbrachten Leistung, dem Trainingszustand sowie dem Alter. Eine ausreichende Sauerstoffaufnahme wird bei submaximaler Belastung ungefähr zwei bis sechs Minuten nach Aufnahme der körperlichen Arbeit erreicht. Bleibt die Arbeitsintensität konstant, so stellt sich ein Steady State ein. Die Zeit, bis der Zustand des Steady State der O2-Aufnahme eingetreten ist, wird als Arbeits-Anlaufzeit bezeichnet.
Nach dem Ende der Belastung erfolgt eine verzögerte Abnahme der Sauerstoffaufnahme, die als EPOC (excess postexercise oxygen consumption) bezeichnet wird.